# كارل هاكيت
كارل هاكيت (بالإنجليزية: Karl Hackett)‏ هو ممثل أمريكي، ولد في 5 سبتمبر 1893 في كارثج في الولايات المتحدة، وتوفي في 24 أكتوبر 1948 في لوس أنجلوس في الولايات المتحدة بسبب ذات الرئة القصبية.

## وصلات خارجية
- كارل هاكيت على موقع IMDb (الإنجليزية)
- كارل هاكيت على موقع أول موفي (الإنجليزية)
- كارل هاكيت على موقع قاعدة بيانات الأفلام السويدية (السويدية)
- كارل هاكيت على موقع قاعدة بيانات الفيلم (الإنجليزية)
- كارل هاكيت على موقع كينوبويسك (الروسية)